# Deportivo Oceanía (estación)
Deportivo Oceanía es una de las estaciones que forman parte del Metro de la Ciudad de México, perteneciente a la Línea B. Se ubica al oriente de la Ciudad de México en la alcaldía Gustavo A. Madero.

## Información general
El nombre de la estación hace referencia al Deportivo Oceanía, ubicado cerca de la estación, y su logotipo tiene un koala y un balón.

## Afluencia
En su correspondencia con la línea B el número total de usuarios, en esta estación, para el 2014 fue de 4 537 564 usuarios, el número de usuarios promedio para el mismo año fue el siguiente:
| Tipo de día   | Afluencia promedio |
| ------------- | ------------------ |
| Día festivo   | 8.485              |
| Día laboral   | 12.710             |
| Fin de semana | 12.069             |
| Anual         | 12.432             |

Así se ha visto la afluencia de la estación en los últimos 10 años:
| Afluencia Anual de Pasajeros | Afluencia Anual de Pasajeros | Afluencia Anual de Pasajeros | Afluencia Anual de Pasajeros | Afluencia Anual de Pasajeros | Afluencia Anual de Pasajeros |
| ---------------------------- | ---------------------------- | ---------------------------- | ---------------------------- | ---------------------------- | ---------------------------- |
| Año                          | Afluencia                    | A Diario                     | Ranking                      | Aumento%                     | Ref.                         |
| 2023                         | 5,080,575                    | 13,919                       | 91°/195                      | +9.58%                       | [ 3 ]                        |
| 2022                         | 4,636,198                    | 12,701                       | 92°/195                      | +59.66%                      | [ 3 ]                        |
| 2021                         | 2,903,706                    | 7,955                        | 114°/195                     | +27.64%                      | [ 4 ]                        |
| 2020                         | 2,274,937                    | 7,265                        | 133°/195                     | -60.31%                      | [ 5 ]                        |
| 2019                         | 5,731,450                    | 15,702                       | 115°/195                     | +2.53%                       | [ 6 ]                        |
| 2018                         | 5,589,942                    | 15,314                       | 120°/195                     | +1.51%                       | [ 7 ]                        |
| 2017                         | 5,506,834                    | 15,087                       | 117°/195                     | -7.71%                       | [ 8 ]                        |
| 2016                         | 5,966,690                    | 16,302                       | 111°/195                     | -3.61%                       | [ 9 ]                        |
| 2015                         | 6,190,169                    | 16,959                       | 100°/195                     | +3.38%                       | [ 10 ]                       |
| 2014                         | 5,987,504                    | 16,404                       | 104°/195                     | -6.41%                       | [ 11 ]                       |

## Salidas de la estación
- Oriente: Avenida 608, casi esquina con Avenida 602 Colonia San Juan de Aragón.
- Poniente: Avenida 608 entre Avenida 565 y José Loreto Fabela Colonia San Juan de Aragón.

## Lugares de interés
- Universidad Rosario Castellanos